# Irena Lasak
Irena Teresa Lasak (ur. 7 kwietnia 1950 r.; zm. 11 października 2015 r.) – polska archeolog, specjalizująca się w archeologii epoki brązu oraz okresu halsztackiego; nauczycielka akademicka związana z Uniwersytetem Wrocławskim.

## Życiorys
Urodziła się w 1950 roku. Po ukończeniu kolejno szkoły podstawowej oraz średniej i pomyślnie zdanym egzaminie maturalnym podjęła w 1968 roku studia na kierunku archeologia na Uniwersytecie Wrocławskim. Zakończyła je w 1973 roku zdobyciem tytułu zawodowego magistra. Następnie podjęła pracę naukowo-dydaktyczną na macierzystej uczelni. Tam też w 1982 roku uzyskała stopień naukowy doktora nauk humanistycznych. W 2002 Rada Wydziału Nauk Historycznych i Pedagogicznych Uniwersytetu Wrocławskiego nadała jej stopień naukowy doktora habilitowanego nauk humanistycznych w zakresie archeologii o specjalności archeologia pradziejowa na podstawie rozprawy nt. Epoka brązu na pograniczu śląsko-wielkopolskim. W 2007 roku została kierownikiem Zakładu Archeologii Epoki Brązu i wczesnej Epoki Żelaza w Instytucie Archeologii Uniwersytetu Wrocławskiego. Niedługo potem w 2009 roku otrzymała nominację na profesora nadzwyczajnego. Zmarła w 2015 roku i została pochowana na Cmentarzu Osobowickim we Wrocławiu.

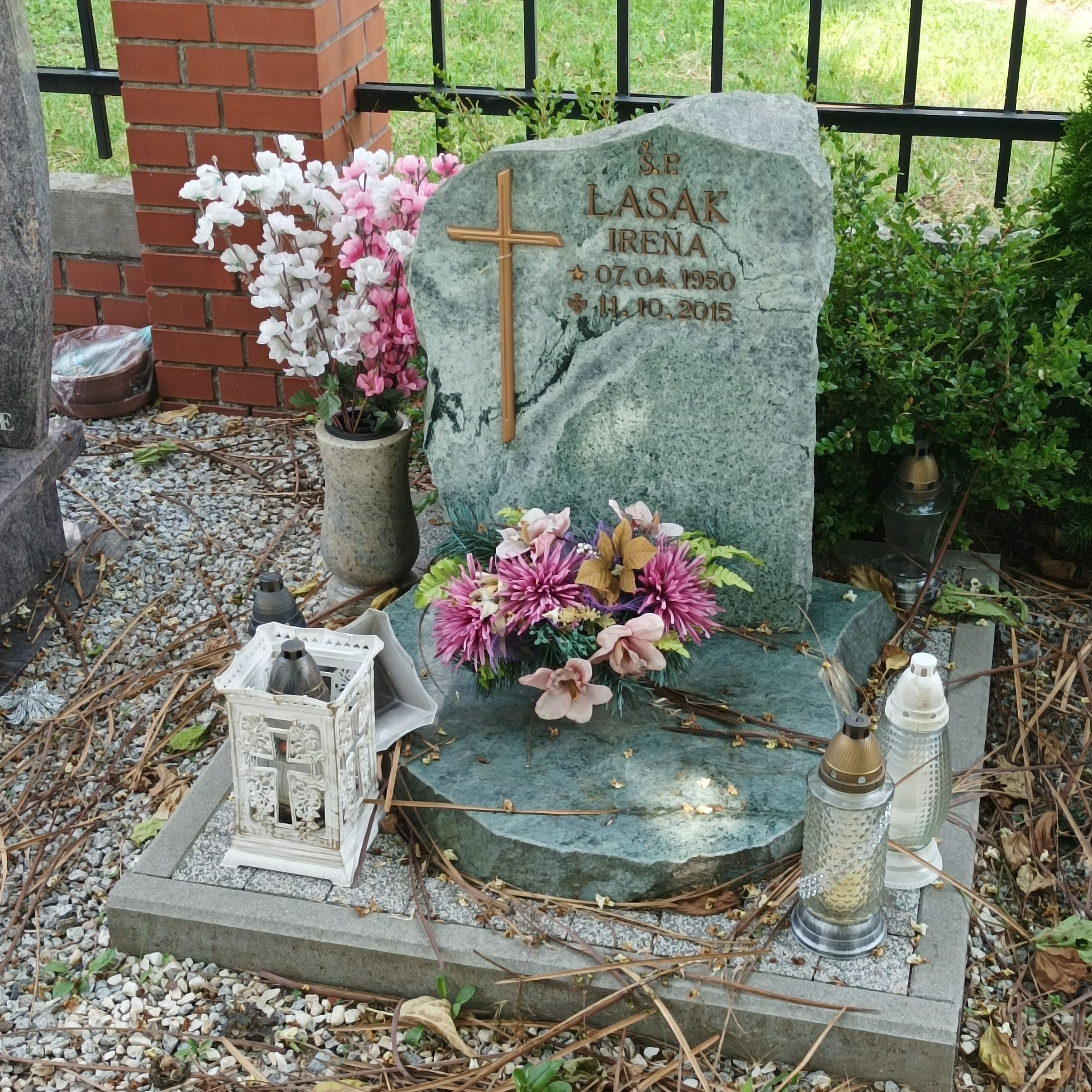
Grób prof. Ireny Lasak na Cmentarzu Osobowickim

Jej zainteresowania naukowe obejmowały schyłek epoki kamienia oraz kształtowanie się cywilizacji epoki brązu. Prowadziła badania wykopaliskowe w licznych stanowiskach na Śląsku, a wyniki swoich badań opublikowała w 5 mono-grafiach i niemal 100 artykułach. Wypromowała 2 doktorów. Do jej najważniejszych publikacji należą m.in.:
- Epoka brązu na pograniczu śląsko-wielkopolskim, Wrocław 1996.
- Epoka brązu na pograniczu śląsko-wielkopolskim, Wrocław 2001.